# Alejandrina de Kolemine
Alejandrina de Kolemine (Varsovia, 3 de septiembre de 1854 - Vevey, 8 de mayo de 1941) fue una escritora ruso-alemana de origen polaco, conocida por ser brevemente la esposa morganática de Luis IV de Hesse, yerno de la reina Victoria del Reino Unido.

## Biografía
Fue hija del matrimonio formado por Adán Hutten-Czapsky (después conde), funcionario al servicio del reino de Polonia y la condesa Mariana  Rzewuska, descendiente también del entorno de funcionarios al servicio de la Polonia rusa. Fue educada como católica.
El 21 de febrero de 1873 en Trieste contrajo un primer matrimonio con Alejandro Kolemine (-1894). El matrimonio acabaría divorciándose antes de 1884 y de él nacería el único hijo de Alejandrina, Jorge Alexandrovich (1874-?). Alejandro Kolemine había ejercido durante un tiempo como encargado de negocios del Imperio ruso en Darmstadt.
Es en este momento cuando Alejandrina, que residía en la ciudad alemana de Darmstadt, capital del gran ducado de Hesse, conoció al soberano de este estado, Luis IV de Hesse. Este príncipe había quedado viudo en 1878 de Alicia del Reino Unido, hija de la reina Victoria. De esta unión habían sobrevivido cuatro hijas: Victoria, Isabel, Irene y Alix; y un hijo, Ernesto Luis.
La relación de Alejandrina con Luis IV de Hesse fue estrechándose con el tiempo, viéndose favorecida por altos personajes de la corte de Darmstadt como el príncipe de Isenburg. En abril de 1884, Darmstadt se vio invadida de miembros de la realeza europea con motivo del matrimonio de la hija primogénita de Luis IV, Victoria con Luis de Battenberg, hijo a su vez del matrimonio morganático entre Alejandro de Hesse (tio de Luis IV) y Julia Hauke. Entre los príncipes y princesas visitantes se encontraban: la reina Victoria, abuela de la novia o sus tíos Victoria del Reino Unido y su esposo Federico, príncipe heredero de Prusia.
En la mañana del 30 de abril se celebró la boda de Victoria de Hesse con Luis de Battenberg y en esa misma tarde y de forma secreta el de Alejandrina con Luis IV. Enterados los familiares presentes en Darmstadt, se produjo un gran revuelo que incluyó desde el enfado de la reina Victoria, contrariada por el matrimonio del viudo de su hija y padre de sus nietos con una divorciada, hasta la repentina marcha de los príncipes herederos de Prusia hacia Berlín, por orden directa de Guillermo I de Alemania ante lo acontecido.
El matrimonio se separó esa misma tarde noche y casi de forma inmediata al enlace dieron comienzo a las gestiones para declarar la nulidad del matrimonio, en concierto con la corte de Berlín.
Tras haber sido Alejandrina agraciada con el título de condesa de Romborg y haber recibido la suma de 500.000 marcos por Luis IV, el 9 de julio de 1884 se decretó la nulidad del matrimonio. Entre las razones argüidas en la sentencia de nulidad se citaban expresamente razones políticas y de disconformidad del pueblo.
Hacia 1892 Alejandrina contraería un tercer matrimonio con el diplomático ruso, Basilio Romanovich Bacheracht (1851- 1916).
Moriría en Vevey (Suiza) a la avanzada edad de 86 años.

## Obra
En 1886 publicaría en París una novela en la que describe de forma simulada la corte rusa, titulada Una alteza imperial (Une altesse impériale). Además escribió algunas obras sobre viajes.

### Individuales
1. ↑  «Ecos y noticias. De sociedad». ABC. 7 de julio de 1912. p. 7.
2. ↑  «Ecos y noticias. De sociedad». ABC. 1 de mayo de 1905. p. 10.
3. ↑  Ricard, Robert (1968). «Cartas de Ricardo Ruiz Orsatti a Galdós acerca de Marruecos (1901-1910)». Anales galdosianos.
4. ↑  «Колемины» [Kolemin]. 62info.ru (en ruso). Consultado el 13 de diciembre de 2021.
5. ↑  Shevzov, Vera (2007-06). Russian Orthodoxy on the Eve of Revolution (en inglés). Oxford University Press. p. 276. ISBN 978-0-19-533547-7. Consultado el 13 de diciembre de 2021.
6. ↑  Maren, 1998, p. 83.
7. ↑  Maren, 1998, p. 86.
8. ↑  Maren, 1998, p. 87.
9. ↑  «(Zur ehescheidung des Grossherzogs von Hessen)». Allgemeine Zeitung (en alemán) (287) (Darmstadt). 15 de octubre de 1884. pp. 4230-4321.
10. ↑  Gabba, Carlo Francesco (1885). Il divorzio nella legislazione italiana (en italiano). G.G.A. Uebelhart. pp. 34-36. Consultado el 13 de diciembre de 2021.
11. ↑  Ecilaw, Ary (1886). Une altesse impériale (en francés). A. Lemerre. Consultado el 13 de diciembre de 2021.